# Алгасы
Алгасы — опустевшая деревня в Иланском районе Красноярского края Российской Федерации. Входит в состав городского поселения Город Иланский.

## География
Находится в лесном массиве примерно в 15 километрах по прямой на юг от районного центра города Иланский.

## Климат
Климат резко континентальный и характеризуется различиями как между температурами зимы и лета, так и между дневными и ночными температурами. Средняя годовая температура воздуха −0,9 °С. Средняя температура января −19,8 °С. Средняя температура июля +18,4 °С. Продолжительность безморозного периода 95 дней. Зимой характерно влияние антициклона, который обуславливает суровость зимы, а летом — области пониженного давления.

## История
Действовал Алгасинский сельсовет в 1930—1957 годах.

## Население
| 2010 | 2012 | 2013 | 2014 | 2015 | 2016 |
| ---- | ---- | ---- | ---- | ---- | ---- |
| 0    | →0   | →0   | →0   | →0   | →0   |
| 2017 | 2021 |      |      |      |      |
| →0   | →0   |      |      |      |      |

Постоянное население составляло 6 человек в 2002 году (100 % русские), 0 в 2010.

## Инфраструктура
Была школа.

## Транспорт
Автобусное сообщение с райцентром, автовокзалом города Иланский. Остановка общественного транспорта «Алгасы».